# Euphorbia hunzikeri
Euphorbia hunzikeri är en törelväxtart som beskrevs av Rosa Subils. Euphorbia hunzikeri ingår i släktet törlar, och familjen törelväxter. Inga underarter finns listade i Catalogue of Life.